# Godofredo de Harcourt
Godofredo de Harcourt (francés: Geoffroy d’Harcourt), llamado «le Boiteux», (-noviembre de 1356). Vizconde de Saint-Sauveur, mariscal de Inglaterra, muerto en combate cerca de Coutances, al sentirse agraviado por la justicia del rey de Francia, recurrió al rey de Inglaterra buscando defender sus intereses personales, y fue el instigador de la primera invasión inglesa de Normandía en el curso de la guerra de los Cien Años.

## Primeros años de vida
Godofredo de Harcourt fue el tercer hijo de Juan III de Harcourt, vizconde de Châtellerault y de Saint-Sauveur además de mariscal y almirante de Francia, y de Alix de Brabante, hija pequeña del duque Enrique IV de Brabante y, por tanto, nieta de Enrique III de Brabante y sobrina de la reina María de Brabante, esposa de Felipe III de Francia, conocido como el Atrevido.

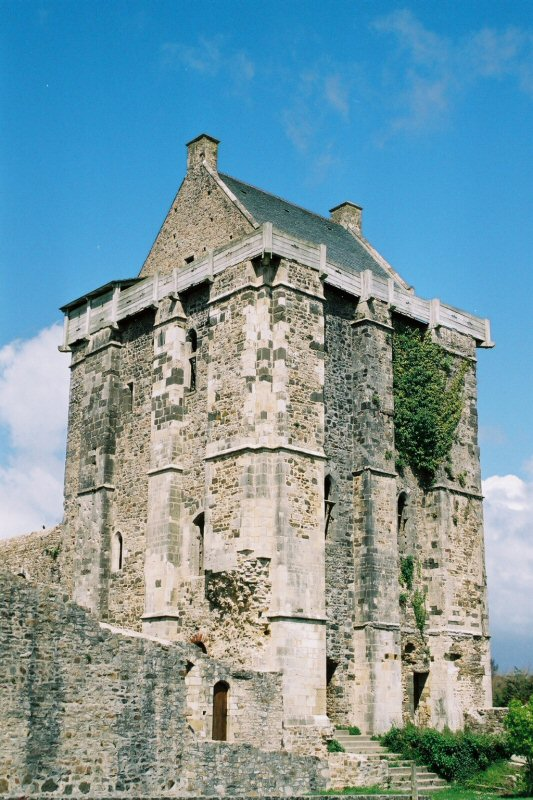
Castillo de Saint-Sauveur-le-Vicomte.

Fue armado caballero cuando falleció su padre en 1326 y heredó el vizcondado de Saint-Sauveur-le-Vicomte, en Cotentin, en 1330, mientras que su hermano mayor Juan había heredado las tierras de Harcourt, en la región de Ruan. 
En 1339, fue, con su hermano mayor el conde Juan IV de Harcourt, uno de los cincuenta barones normandos que se comprometió a ayudar al rey Felipe VI en una futura conquista de Inglaterra. La tentativa  fue abortada con el aniquilamiento de la flota francesa en la batalla de la Esclusa, al finalizar la campaña de Flandes en la que Godofredo de Harcourt participó con seis caballeros y 30 escuderos.

## Guerra privada contra los Tancarville y exilio en Brabante
Tratando de contraer matrimonio con Jeanne Bacon, hija de Roger V Bacon y única heredera del rico feudo de Molay Bacon, Godofredo de Harcourt se enfrentó a Guillaume Bertrand, miembro de la familia de los Tancarville, que había sido la más firme apoyando a la Corona francesa en la provincia al mismo tiempo que rivales tradicionales de los Harcourt.
El rey Felipe VI apoyó las pretensiones del hijo del mariscal Roberto Bertrand y el vizconde de Saint-Sauveur, sintiéndose ofendido, emprendió hacia 1343 una auténtica guerra privada contra la familia Tancarville. El rey dictó severas medidas contra Godofredo de Harcourt, ordenando la confiscación de sus bienes y haciendo decapitar, en abril de 1344, a su tres principales valedores: Jean Tesson, Guillaume Bacon y Richard de Percy, acusados de haber participado en un complot para colocar a Godofredo de Harcourt a la cabeza del ducado de Normandía mediante una alianza secreta con Eduardo III de Inglaterra.
Forzado al exilio, Harcourt se retiró a sus tierras de Flandes, donde fue acogido por su primo el duque Juan III de Brabante.

## Alianza con Eduardo III de Inglaterra hasta la batalla de Crécy
Sin esperanza de poder retornar a sus feudos normandos, pasó a Inglaterra donde se puso al servicio de Eduardo III a quien rindió homenaje como rey de Francia. Por cartas dadas en Westminster el 13 de junio de 1345, Eduardo III prometió procurarle tierras en Inglaterra en resarcimiento por las que había dejado en Brabante, y reponerle en la posesión de sus feudos en Normandía.
Godofredo de Harcourt  habría convencido al rey Eduardo de desembarcar en Normandia, en tanto que este hubiera preferido atacar en Guyena, según el discurso que le atribuye Froissart: 

Sire, el país de Normandía es uno de los más fértiles del mundo. Os juro por mi cabeza que si llegáis allí tomaréis la tierra a voluntad. Nadie en Normandía está armado; todos los caballeros se encuentran ante Aiguillon con el duque [Juan el Bueno, delfín y duque de Normandía]. Encontraréis grandes fortalezas sin defensa. Vuestra gente encontrará provechos para veinte años. Vuestra armada llegará sin dificultad a las tierras de Caen y de Normandía. Os pido que me creáis y otorguéis vuestra confianza.

Eduardo III le hizo comandante, junto con el conde de Warwick, de uno de los tres cuerpos de ejército que desembarcó en Saint-Vaast-la-Hougue el 12 de julio de 1346 y le nombró mariscal de Inglaterra.
Godofredo de Harcourt condujo al ejército de Eduardo III a través de Normandía y participó en la toma de Caen al término de la cual convenció al rey de Inglaterra de poner fin a la masacre de la población. Provocó a continuación al rey de Francia haciendo quemar Saint-Cloud: 

y la incendió, estando cercana a París, para que el rey Felipe pudiese ver las luces.

Fue uno de los protagonistas de la victoria inglesa en la batalla de Crécy, en la que su propio hermano, el conde Juan IV de Harcourt, gobernador de Ruan, encontró la muerte luchando en las filas francesas. Al concluir la batalla él mismo reconoció el cuerpo de su hermano, y aun cuando había sido uno de los principales artífices de la victoria inglesa, los remordimientos le llevaron a unirse al campo de su hermano y su sobrino.

## Vuelta al favor del rey de Francia
Godofredo obtuvo el perdón de Felipe VI, a quien probablemente no le quedaba otra opción dado el estado de debilidad en que se encontraba tras la derrota. En 1347 le nombró capitán-soberano de Ruan y de Caen, autorizado a reclutar tropas y cobrar impuestos. Ante el cambio de alianzas Eduardo III confiscó sus bienes en Inglaterra por cartas dadas el 5 de marzo de 1347.
Pero nuevas diferencias surgen pronto con el rey Juan II de Francia suspicaz hacia la nobleza normanda que considerada cada vez más una amenaza. La cuestión fue que Godofredo de Harcourt se encontró una vez más en desacuerdo con la justicia real cuando, en 1354, fue acusado de haber devastado las tierras de uno de sus vecinos, Nicolás de Chiffrevast. En esta ocasión Godofredo abrazó la causa de Carlos II de Navarra y se niega a prestar el juramento de lealtad al nuevo rey Juan II y al nuevo duque de Normandía, su hijo Carlos, delfín de Francia.

## Última revuelta

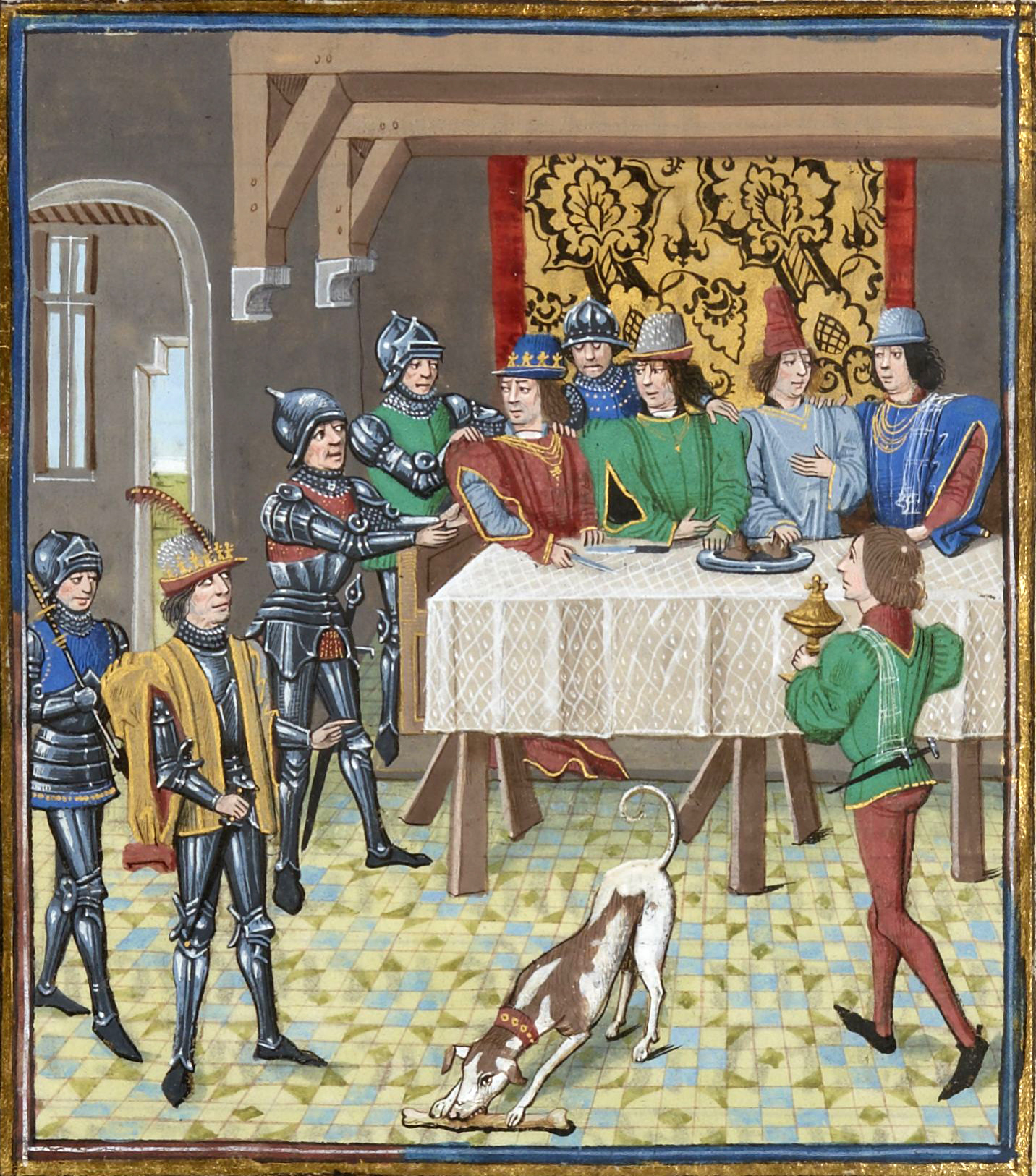
Juan II el Bueno ordena el arresto del rey de Navarra y del conde de Harcourt en el banquete de Ruan. Ilustración de las crónicas de Jean Froissart.

Cuando el delfín Carlos, duque de Normandía, convocó a sus vasallos en Ruan el domingo de Epifanía de 1355, Godofredo de Harcourt, que actuaba como jefe de filas de la nobleza normanda, se le presentó blandiendo la Carta de los Normandos por la que Luis X de Francia, llamado el Hutín, reconocía los privilegios de los caballeros normandos, y le dijo: «Mi señor, he aquí  la carta de los Normandos, si vos consentís jurarla y observar lo que en ella está contenido, yo estoy presto a rendiros homenaje». El delfín, sorprendido por esta audacia, no se comprometió a respetar la carta y el vizconde de Saint-Sauveur se fue sin prestarle homenaje.
A pesar de ello, el joven delfín (futuro Carlos V) apreció particularmente a Harcourt, al punto de querer tenerle en su Consejo: «con mucha voluntad el duque le escuchaba y sentía gran placer de tenerlo en su Consejo por su circunspección y gran sentido».
El 5 de abril de 1356 el delfín invitó a su castillo de Ruan a toda la nobleza de la provincia con el rey de Navarra y conde de Evreux, Carlos II de Navarra a la cabeza. En medio del festín se presentó el rey Juan II de Francia con una nutrida escolta e hizo arrestar al rey de Navarra junto con otros cuatro nobles normandos. A estos últimos los hizo ejecutar esa misma noche sin haberles instruido proceso. Entre ellos se encontraba el sobrino de Godofredo, Juan V de Harcourt. El rey desconfiaba de la amistad que unía a Navarra con el delfín y el conde de Harcourt, contrarios a los nuevos impuestos que pesaban sobre Normandía, y responsabilizaba a Carlos de Navarra y al conde de Harcourt del asesinato de su favorito, Carlos de la Cerda, además de sospecharlos en tratos con Inglaterra. Gracias a su prudencia, Godofredo de Harcourt pudo escapar de la celada tendida por el rey.
Para vengar a su sobrino se alió de nuevo con Eduardo III haciéndole heredero de su fortaleza de Saint-Sauveur en carta dada el 18 de julio de 1356. Desde el 1 de agosto el rey de Inglaterra dio su protección a quien llamaba su primo.
En noviembre de 1356, cercado por las tropas del rey de Francia en el vado de Saint-Clément, en la bahía de Veys, prefirió luchar hasta la muerte antes que dejarse capturar
Froissart hace una narración épica de su muerte: «cuando Monseigneur Godofredo vio huir rápidamente por todos lados a su gente, hizo la señal de la cruz y dijo: hoy mi armadura será mi sudario, en ella mi cuerpo será amortajado. Dulce Señor Jesucristo, te agradezco la honorable muerte que me envías». 

## La opinión de la historiografía
Jean Froissart, cronista del renacimiento caballeresco, dejó de Godofredo de Harcourt un retrato laudatorio, presentándolo como un caballero intrépido, guiado siempre por el deseo de mantener y defender las costumbres y libertades normandas. Pero los historiadores franceses durante mucho tiempo lo tuvieron como un traidor a la nación francesa, especialmente durante el siglo XIX y a comienzos del siglo XX, época en que el sentimiento nacional alcanzó su paroxismo.
Chateaubriand testimonia ese espíritu en su Analyse raisonnée de l’Histoire de France: «La Francia, horadada por los golpes, los ojos en lágrimas, envuelta en los jirones de su manto, habría podido gritar a Godofredo de Harcourt: caballero falso y traidor, ¡te escuché en Crécy sobre el cuerpo sangrante de tu hermano fiel a su patria! En vano te arrepentirás; tu arrepentimiento no durará más que tu inocencia. Traidor de nuevo, morirás perjuro, doblemente deshonrado por tu crimen y por el perdón de tu rey».
Para el historiador Edmond Meyer, que refuta la facilidad que las crónicas francesas le tildan de traidor, afirmaba en 1898 que «Godofredo de Harcourt era rebelde contra el rey de Francia personalmente, no contra Francia; fue entre muchos otros, el más ardiente defensor de las libertades provinciales y municipales, quizás un hombre ambicioso que soñaba con las corona ducal de Normandía, pero no fue un traidor en el sentido que hoy damos a esta palabra. Creía que estaba haciendo uso de su derecho de gran vasallo al devolver su homenaje a su soberano y ofrecérselo a un príncipe extranjero, sobre todo porque, como tantos otros nobles, consideraba a los Valois como usurpadores.»
No será hasta la segunda mitad del siglo XX cuando, con el debilitamiento del jacobinismo y el resurgir de los sentimientos regionalistas, al vizconde de Saint-Sauveur se le presente por ciertos historiadores, como su hagiógrafo Jean Mabire, como un héroe de la independencia normanda, infatigable defensor de su libertad frente al poder central. El 10 de noviembre de 1956, en el seiscientos centenario de su muerte, fue así objeto de una celebración solemne presidida por el abad Marcel Lelégard dedicada a los fieles a Normandía dignos de memoria.
La historiografía contemporánea, consciente de la inexistencia de sentimientos nacionales en la Normandía de aquella época y de la persistencia de las costumbres feudales, tiende a juzgar más matizadamente las acciones de Godofredo de Harcourt. Así, Jean Favier dice de su alianza con el rey de Inglaterra, que no fue la traición de un francés sino la desavenencia de un vasallo.
Si los juicios parecen más equilibrados u menos pasionales en las publicaciones más recientes, la figura singular de Godofredo de Harcourt continúa siendo todavía objeto de debate. En tanto algunos rehúsan considerarlo como un «héroe del independentismo normando», otros encuentran en él una «conciencia normanda».
Más recientemente (2018), el historiador Quentin Auvray, apunta también en este sentido cuando afirma que «Godofredo de Harcourt era miembro de una familia leal desde hace mucho tiempo al rey de Francia» que defendía sus «intereses puramente regionales, incluso muy localizados» que «una vuelta a la cronología de los acontecimientos permite comprender tanto el comportamiento decididamente feudal de Godofredo de Harcourt y de afinar, por consiguiente, la acusación de traición» que considera se analizan a la luz de «nociones contemporáneas relativas a la Nación».